# Антонівка (Роздільнянський район)
Анто́нівка — село в Україні, у Роздільнянській міській громаді Роздільнянського району Одеської області. Населення становить 41 особа. Відноситься до Кам'янського старостинського округу.

## Історія
Станом на 1 вересня 1946 року село входило до складу Кіровської сільської ради. Протягом 1944—1950 років у селі була сільськогосподарська артіль ім. Шевченка.
У результаті адміністративно-територіальної реформи село ввійшло до складу Роздільнянської міської територіальної громади та після місцевих виборів у жовтні 2020 року було підпорядковане Роздільнянській міській раді. До того село входило до складу ліквідованої Кам'янської сільради.

## Населення
Згідно з переписом УРСР 1989 року чисельність наявного населення села становила 77 осіб, з яких 33 чоловіки та 44 жінки.
За переписом населення України 2001 року в селі мешкало 67 осіб.

### Мова
Розподіл населення за рідною мовою за даними перепису 2001 року:
| Мова       | Відсоток |
| ---------- | -------- |
| російська  | 49,25 %  |
| молдовська | 43,28 %  |
| українська | 5,97 %   |
| болгарська | 1,49 %   |